# Naturschutzgebiet Hudeeichental
Das Naturschutzgebiet Hudeeichental mit einer Größe von 5,05 ha liegt westlich von Freienohl im Stadtgebiet Meschede. Das Gebiet wurde 1994 mit dem Landschaftsplan Meschede durch den Kreistag des Hochsauerlandkreises als Naturschutzgebiet (NSG) mit einer Flächengröße von 7,2 ha und dem Namen Naturschutzgebiet Hudeeichen ausgewiesen. Das NSG wurde als temporäre (vorübergehende) Festsetzung in den Landschaftsplan aufgenommen. Die Trasse der geplanten A 46 wurde bereits in den Landschaftsplan eingetragen. Die Reste des NSG liegen heute direkt westlich der A 46. Die Restfläche des NSG betrug 5,05 ha. Bei der Neuaufstellung des Landschaftsplanes Meschede wurde die Restfläche des NSG 2020 erneut ausgewiesen.

## Gebietsbeschreibung
Beim NSG handelt es sich um ein Weide mit alten und großen Hudeeichen einer alten Gemeindehude mit langer extensiver Weidenutzung. Im NSG befinden sich sehr artenreiche Feucht- und Magergrünlandbereiche. Besonderes Kennzeichen dieses NSG sind die hier stehenden alten Stieleichen, die das Landschaftsbild als tief beastete Solitärbäume prägen. Auch etliche Hecken und Feldgehölze erhöhen die Biotopvielfalt und verstärken den parkartigen Eindruck des NSG. Im NSG liegt das Quellgebiet eines namenlosen eingekerbten Siepens, welches aus mehreren Quellarmen gespeist wird. Das Siepen mündet nach einer kurzen und teils verrohrter Laufstrecke in den Bach Rümmecke. Im NSG kommen seltene Tier- und Pflanzenarten vor und es fällt unter den gesetzlichen Biotopschutz nach § 30 BNatSchG.
An geeigneten Stellen sollen vereinzelt Neuanpflanzungen von Stieleichen vorgenommen werden und dabei vor Tier-Verbiss geschützt werden, damit das Gesamtbild auch bei Abgang vorhandener Altbäume langfristig erhalten bleibt.

## Tier- und Pflanzenarten im NSG
Auswahl vom Landesamt für Natur, Umwelt und Verbraucherschutz Nordrhein-Westfalen dokumentierter Tierarten sind Baumpieper und Neuntöter. 
Auswahl vom Landesamt dokumentierter Pflanzenarten im Gebiet: Adlerfarn, Bleiche Segge, Blutwurz, Borstgras, Braun-Segge, Breitblättriger Rohrkolben, Brennender Hahnenfuß, Echtes Eisenkraut, Färber-Ginster, Geflecktes Knabenkraut, Gewöhnlicher Gilbweiderich, Gewöhnliches Ferkelkraut, Gras-Sternmiere, Harzer Labkraut, Hasenpfoten-Segge, Hirse-Segge, Kleine Bibernelle, Kleines Habichtskraut, Kuckucks-Lichtnelke, Magerwiesen-Margerite, Pillen-Segge, Rotschwingel, Scharfer Hahnenfuß, Schilf, Spitzblütige Binse, Sumpf-Dotterblume, Sumpf-Labkraut, Sumpf-Vergissmeinnicht, Teufelsabbiss, Wald-Geißblatt, Wiesen-Flockenblume, Wiesen-Schaumkraut, Wolliges Honiggras und Zaun-Wicke.

## Schutzzweck
Zum Schutzzweck des NSG führte der Landschaftsplan auf: „Erhaltung eines regional bedeutsamen, überwiegend extensiv genutzten Grünlandkomplexes mit hoher struktureller Vielfalt; Schutz gefährdeter Biotoptypen, Tier- und Pflanzenarten; Sicherung eines Kulturlandschaftsrelikts von besonderer Eigenart und hervorragender Schönheit, die trotz des Verlustes von Fläche und Zusammenhang mit anderem Offenland durch den A 46-Bau noch erfahrbar ist.“